# Comuna de Dębe Wielkie
Dębe Wielkie (polaco: Gmina Dębe Wielkie) é uma gminy (comuna) na Polónia, na voivodia de Mazóvia e no condado de Miński. A sede do condado é a cidade de Dębe Wielkie.
De acordo com os censos de 2007, a comuna tem 8545 habitantes, com uma densidade 109,7 hab/km².

## Área
Estende-se por uma área de 77,88 km², incluindo:
- área agricola: 68,9%
- área florestal: 22,4%

## Demografia
Dados de 30 de Junho 2004:
|                      | Total   | Total | Mulheres | Mulheres | Homens  | Homens |
| -------------------- | ------- | ----- | -------- | -------- | ------- | ------ |
|                      | pessoas | %     | pessoas  | %        | pessoas | %      |
| População            | 8134    | 100   | 4107     | 50,5     | 4027    | 49,5   |
| Densidade (pop./km²) | 104,4   | 100   | 52,7     | 52,7     | 51,7    | 51,7   |

De acordo com dados de 2002, o rendimento médio per capita ascendia a 1111,33 zł.

## Subdivisões
- Aleksandrówka, Bykowizna, Celinów, Cezarów, Choszczak, Choszczówka Dębska, Choszczówka Rudzka, Choszczówka Stojecka, Chrośla, Cięciwa, Cyganka, Dębe Wielkie, Gorzanka, Górki, Jędrzejnik, Kąty Goździejewskie Pierwsze, Kąty Goździejewskie Drugie, Kobierne, Łaszczyzna, Olesin, Ostrów-Kania, Poręby, Ruda Mazowiecka, Rysie, Teresław, Walercin.

## Comunas vizinhas
- Halinów, Mińsk Mazowiecki, Stanisławów, Wiązowna, Zielonka